# ایوانا وونگ
ایوانا وونگ (انگلیسی: Ivana Wong؛ زادهٔ ۱۸ ژوئن ۱۹۷۹) خواننده، ترانه سرا و بازیگر اهل هنگ کنگ است. از فیلم‌هایی که وی در آنها بازی کرده می‌توان به ۱۲ مرغابی طلایی اشاره نمود.

## جوایز
- جایزهٔ فیلم هنگ کنگ به عنوان بهترین بازیگر نقش مکمل زن برای فیلم مرغ طلایی ۳ - سال ۲۰۱۵